# Studena Gora
Studena Gora – wieś w Słowenii, w gminie Ilirska Bistrica. W 2018 roku liczyła 19 mieszkańców.